# Équipe de France de football en 1955
Chronologie
Saison précédente Saison suivante
Cet article traite de l'année 1955 de l'équipe de France de football.
- À la suite de la démission de Jules Bigot, Albert Batteux devient entraîneur de l'équipe de France de football.

- Avec 47 sélections, Roger Marche bat le record d'Étienne Mattler.

## Les matchs
| Date             | Stade                                           | Adversaire       | Score | Comp | Buteurs français               |
| 17 mars 1955     | Stade Santiago Bernabéu Madrid, Espagne         | Espagne          | V 2-1 | A    | Kopa (35e) & Vincent (73e)     |
| 3 avril 1955     | Stade olympique Yves-du-Manoir Colombes, France | Suède            | V 2-0 | A    | Oliver (35e) & Glovacki (56e)  |
| 15 mai 1955      | Stade olympique Yves-du-Manoir Colombes, France | Angleterre       | V 1-0 | A    | Kopa (37epen)                  |
| 9 octobre 1955   | Stade Saint-Jacques Bâle, Suisse                | Suisse           | V 2-1 | A    | Kopa (24epen) & Piantoni (69e) |
| 23 octobre 1955  | Dynamo Moscou, URSS                             | Union soviétique | N 2-2 | A    | Kopa (29e) & Piantoni (64e)    |
| 11 novembre 1955 | Stade olympique Yves-du-Manoir Colombes, France | Yougoslavie      | N 1-1 | A    | Piantoni (88e)                 |
| 25 décembre 1955 | Stade du Heysel Bruxelles, Belgique             | Belgique         | D 1-2 | A    | Piantoni (63e)                 |

A : match amical.

## Les joueurs
| Joueurs                                                  |    |    |    |    |    |    |     |
| Gardiens de but                                          |    |    |    |    |    |    |     |
| François Remetter (FC Sochaux)                           | 90 | 90 | 90 | 90 | 90 | 90 | 90  |
| Défenseurs                                               |    |    |    |    |    |    |     |
| Robert Jonquet (Stade de Reims)                          | 90 | 90 | 90 | 90 | 90 | 90 | 90  |
| Roger Marche (RC Paris)                                  | 90 | 90 | 90 | 90 | 90 | 90 | 90  |
| Xercès Louis (RC Lens)                                   | 90 | 90 | 90 |    | 90 | 90 | 90  |
| Guillaume Bieganski (LOSC)                               | 90 | 90 | 90 |    |    |    |     |
| Simon Zimny (Stade de Reims) (1re et dernière sélection) |    |    |    | 90 |    |    |     |
| Milieux                                                  |    |    |    |    |    |    |     |
| Léon Glovacki (Stade de Reims) (dernières sélection)     | 90 | 90 | 90 | 90 | 90 | 90 | 90  |
| Armand Penverne (Stade de Reims)                         | 90 | 90 | 90 |    | 90 | 90 | 90  |
| Abderrahman Mahjoub (RC Paris) (dernières sélections)    | 90 |    |    | 90 |    |    |     |
| Jean-Jacques Marcel (Olympique de Marseille)             |    |    |    | 90 | 90 | 90 | 11  |
| Abdelaziz Ben Tifour (AS Monaco) (3e sélection)          |    |    |    |    |    | 90 |     |
| Joseph Tellechéa (FC Sochaux) (1re sélection)            |    |    |    |    |    |    | r79 |
| Attaquants                                               |    |    |    |    |    |    |     |
| Jean Vincent (LOSC)                                      | 90 | 90 | 90 | 90 | 31 |    |     |
| Raymond Kopa (Stade de Reims)                            | 90 |    | 90 | 90 | 90 | 90 | 90  |
| René Bliard (Stade de Reims) (1re sélection)             | 90 |    | 90 |    | 59 |    | 90  |
| Maryan Wisnieski (RC Lens) (1re sélection)               |    | 90 |    |    |    |    |     |
| Célestin Oliver (UA Sedan Torcy) (2d sélection)          |    | 90 |    |    |    |    |     |
| Roger Piantoni (FC Nancy)                                |    | 90 |    | 90 | 90 | 90 | 90  |
| Joseph Ujlaki (OGC Nice)                                 |    |    | 90 | 90 |    |    | 90  |
| Jacques Foix (AS Saint-Étienne)                          |    |    |    |    | 90 | 90 |     |